# Campeonato Juvenil de la AFC 1971
El Campeonato Juvenil de la AFC 1971 se llevó a cabo del 24 de abril al 5 de mayo en Tokio, Japón y contó con la participación de 16 selecciones juveniles de Asia.
Israel venció en la final a Corea del Sur para ganar el título de campeón por quinta ocasión.

## Participantes
| - Birmania - Hong Kong - India - Indonesia - Irán - Israel | - Japón (anfitrión) - Kuwait - Malasia - Nepal - Filipinas | - Singapur - Corea del Sur - Vietnam del Sur - Taiwán - Tailandia |

## Fase de grupos

### Grupo A
| País      | J | G | E | P | GF | GC | GD  | Pts |
| --------- | - | - | - | - | -- | -- | --- | --- |
| Birmania  | 3 | 2 | 1 | 0 | 13 | 1  | +12 | 5   |
| India     | 3 | 2 | 1 | 0 | 5  | 2  | +3  | 5   |
| Filipinas | 3 | 1 | 0 | 2 | 1  | 9  | –8  | 2   |
| Nepal     | 3 | 0 | 0 | 3 | 1  | 8  | –7  | 0   |

| 25 abril | India     | 2–0 | Filipinas |
|          | Birmania  | 5–0 | Nepal     |
| 27 abril | Filipinas | 0–7 | Birmania  |
|          | India     | 2–1 | Nepal     |
| 29 abril | Nepal     | 0–1 | Filipinas |
|          | Birmania  | 1–1 | India     |

### Grupo B
| País     | J | G | E | P | GF | GC | GD  | Pts |
| -------- | - | - | - | - | -- | -- | --- | --- |
| Japón    | 3 | 3 | 0 | 0 | 10 | 0  | +10 | 6   |
| Malasia  | 3 | 2 | 0 | 1 | 3  | 5  | –2  | 4   |
| Taiwán   | 3 | 1 | 0 | 2 | 3  | 6  | –3  | 2   |
| Singapur | 3 | 0 | 0 | 3 | 1  | 6  | –5  | 0   |

| 24 abril | Japón    | 3–0 | Taiwán   |
| 25 abril | Malasia  | 1–0 | Singapur |
| 27 abril | Taiwán   | 1–2 | Malasia  |
|          | Japón    | 3–0 | Singapur |
| 29 abril | Singapur | 1–2 | Taiwán   |
|          | Malasia  | 0–4 | Japón    |

### Grupo C
| País            | J | G | E | P | GF | GC | GD | Pts |
| --------------- | - | - | - | - | -- | -- | -- | --- |
| Israel          | 3 | 2 | 1 | 0 | 8  | 1  | +7 | 5   |
| Corea del Sur   | 3 | 2 | 1 | 0 | 7  | 3  | +4 | 5   |
| Vietnam del Sur | 3 | 1 | 0 | 2 | 2  | 8  | –6 | 2   |
| Hong Kong       | 3 | 0 | 0 | 3 | 1  | 6  | –5 | 0   |

| 25 abril | Israel          | 2–0 | Hong Kong       |
|          | Corea del Sur   | 3–1 | Vietnam del Sur |
| 27 abril | Israel          | 5–0 | Vietnam del Sur |
|          | Hong Kong       | 1–3 | Corea del Sur   |
| 29 abril | Vietnam del Sur | 1–0 | Hong Kong       |
|          | Corea del Sur   | 1–1 | Israel          |

### Grupo D
| País      | J | G | E | P | GF | GC | GD | Pts |
| --------- | - | - | - | - | -- | -- | -- | --- |
| Irán      | 3 | 2 | 1 | 0 | 6  | 0  | +6 | 5   |
| Kuwait    | 3 | 2 | 1 | 0 | 2  | 0  | +2 | 5   |
| Indonesia | 3 | 0 | 1 | 2 | 1  | 4  | –3 | 1   |
| Tailandia | 3 | 0 | 1 | 2 | 1  | 6  | –5 | 1   |

| 25 abril | Tailandia | 0–4 | Irán      |
|          | Indonesia | 0–1 | Kuwait    |
| 27 abril | Kuwait    | 0–0 | Irán      |
|          | Indonesia | 1–1 | Tailandia |
| 29 abril | Tailandia | 0–1 | Kuwait    |
|          | Irán      | 2-0 | Indonesia |

## Fase final

### Cuartos de final
| Equipo 1 | Resultado   | Equipo 2      |
| -------- | ----------- | ------------- |
| Birmania | 1-0         | Malasia       |
| Japón    | 3-0         | India         |
| Kuwait   | w.o.1       | Israel        |
| Irán     | 1-1 (4-5 p) | Corea del Sur |

1- Kuwait abandonó el torneo.

### Semifinales
| Equipo 1 | Resultado   | Equipo 2      |
| -------- | ----------- | ------------- |
| Birmania | 0-1         | Israel        |
| Japón    | 0-0 (3-5 p) | Corea del Sur |

### Tercer lugar
| Equipo 1 | Resultado | Equipo 2 |
| -------- | --------- | -------- |
| Birmania | 2-0       | Japón    |

### Final
| Equipo 1 | Resultado | Equipo 2      |
| -------- | --------- | ------------- |
| Israel   | 1-0       | Corea del Sur |

## Campeón
| Campeonato Juvenil de la AFC 1971 |
| --------------------------------- |
| Bandera de Israel                 |
| Israel 5º Título                  |